# Col·lector d'admissió
El col·lector d'admissió és una peça del motor, fet normalment d'alumini, que serveix per conduir, mitjançant una sèrie de tubs, els gasos des del carburador cap als cilindres. L'interior d'aquests tubs és perfectament llis per tal de facilitar el trànsit dels gasos.